# Bohuslav Hubálek (odbojář)
Bohuslav Hubálek (11. října 1903 Vysoké Mýto – 18. července 1949 Věznice Pankrác) byl český obchodník a protikomunistický odbojář odsouzený komunistickým režimem k trestu smrti a popravený v roce 1949.

## Životopis
Narodil se v roce 1903 ve Vysokém Mýtě. Pracoval jako obchodník s barvami. Ve svém podnikání se mu dařilo a mělo se mu podařit nashromáždit významné jmění. Měl nejméně jedno dítě, syna Bohuslava.

### Účast na údajném státním převratu
Po komunistickém převratu v roce 1948 se měl v listopadu téhož roku stát členem protikomunistického odboje. Na začátku roku 1949 se měl podle vyšetřování Státní bezpečnosti účastnit pokusu o státní převrat, který měl být veden Karlem Sabelou a Miloslavem Jebavým. Sám měl skupině zajistit podporu převratu v Praze, když měl působit jako vedoucí civilních složek organizace, zajišťovat pro skupinu zbraně, skupině zajišťovat finanční prostředky a nabírat další osoby pro uskutečnění převratu.
Zatčen byl spolu s dalšími údajnými aktéry chystaného převratu krátce před jeho údajným začátkem v březnu 1949. V dubnu 1949 na něj poté bylo podáno trestní oznámení. V červnu 1949 byl za trestné činy velezrady a vyzvědačství odsouzen k trestu smrti. Po neúspěšném odvolání byl popraven v červenci 1949. Řada dalších osob pak byla v procesu odsouzena buď ke stejnému trestu či k dlouholetý trestům odnětí svobody včetně trestů doživotních. Dodnes přitom není jasné, zda celá skupina státní převrat skutečně chystala, neboť podle pozdějších výpovědí byly výpovědi aktérů procesu vynuceny mučením.
V roce 1994 byla na památku obětí celého politického procesu, včetně Hubálka, v Žatci umístěna pamětní deska.